# Ендрю Наббут
Ендрю Наббут (англ. Andrew Nabbout, нар. 17 грудня 1992, Мельбурн) — австралійський футболіст, нападник клубу «Урава Ред Даймондс» та національної збірної Австралії.

## Клубна кар'єра
Народився 17 грудня 1992 року в місті Мельбурн в родині австралійки і ліванця. Виступав у молодіжному футболі за клуби «Брансвік Сіті», «Грін-Галлі» та «Саншайн Джордж Кросс», а також грав за футбольну команду коледжу Святого Йосипа в Мельбурні.
Саме в команді «Саншайн Джордж Крос» Наббут розпочав виступи на дорослому рівні в чемпіонаті штату Вікторія. Згодом в цьому ж турнірі грав за команди «Гейдельберг Юнайтед» та «Мореланд Зібрас».

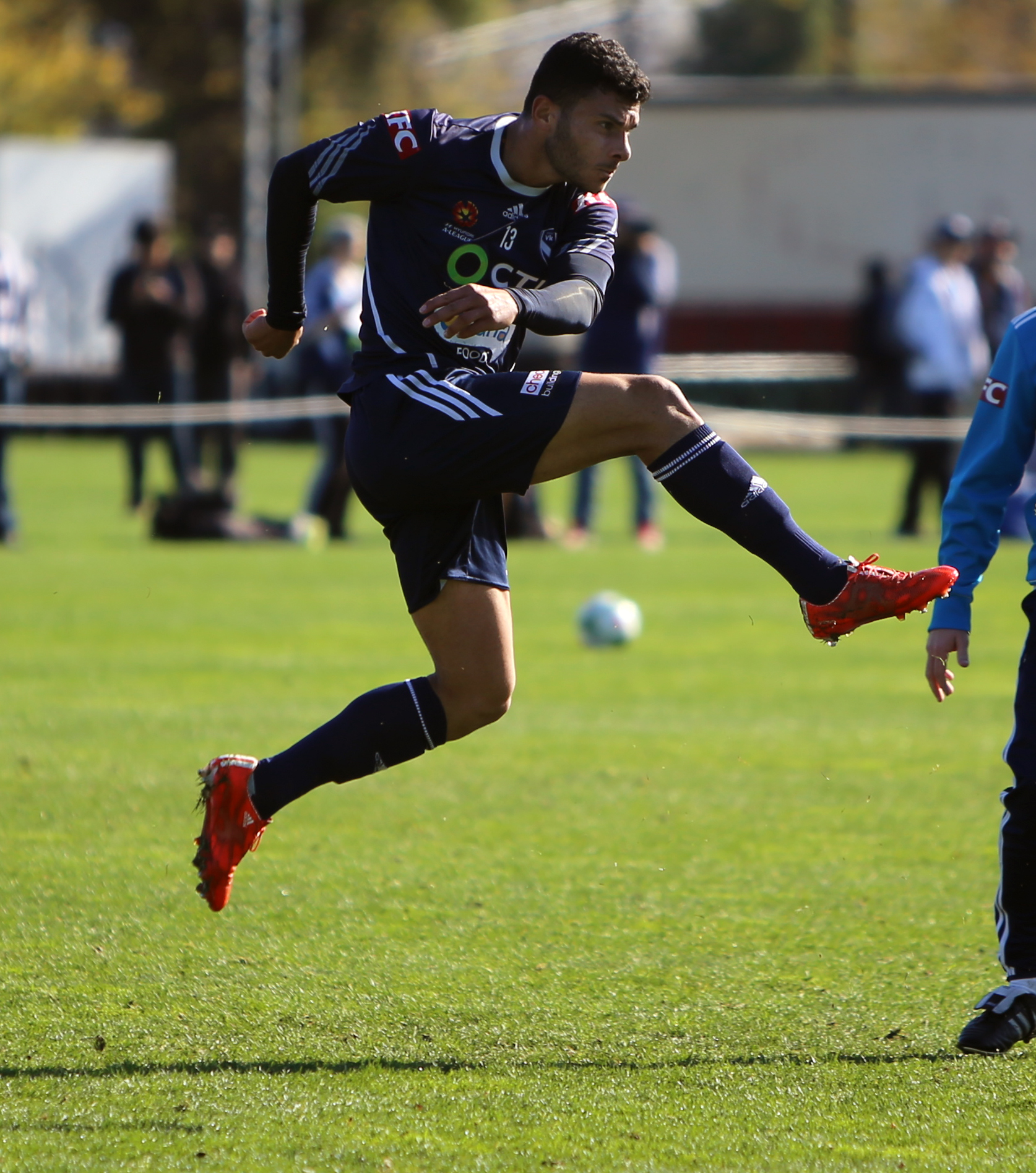
Ендрю Наббут у 2015 році під час виступів за «Мельбурн Вікторі».

У 2012 році Ендрю підписав контракт з «Мельбурн Вікторі». 13 жовтня у матчі проти «Брисбен Роар» він дебютував у А-Лізі. 10 листопада в поєдинку проти «Сіднея» Наббут забив свій перший гол за «Мельбурн Вікторі». У 2015 році він допоміг команді виграти чемпіонат, але в тому сезоні виходив на поле нечасто і 23 травня 2015 року покинув клуб. 
На початку 2016 року Ендрю перейшов у малайзійський «Негері Сембілан» на запрошення співвітчизника Гарі Філліпса, що очолював цей клуб. Під час свого перебування в клубі футболіст був найкращим бомбардиром своєї команди з 9 голами у 14 іграх, однак в середині сезону покинув клуб.
Влітку 2016 року Наббут повернувся на батьківщину, ставши гравцем «Ньюкасл Юнайтед Джетс». 9 жовтня у матчі проти «Аделаїда Юнайтед» він дебютував за новий клуб. 10 листопада в поєдинку проти «Мельбурн Сіті» Ендрю забив свій перший гол за «Ньюкасл Юнайтед Джетс». Граючи у складі «Ньюкасл Юнайтед Джетс» також здебільшого виходив на поле в основному складі команди. В новому клубі був серед найкращих голеадорів, відзначаючись забитим голом в середньому щонайменше у кожній третій грі чемпіонату.
На початку 2018 року Наббут перейшов у японський «Урава Ред Даймондс». 2 квітня в матчі проти «Джубіло Івата» він дебютував у Джей-лізі. Станом на 2 червня 2018 року відіграв за команду з міста Сайтама 6 матчів в національному чемпіонаті.

## Виступи за збірну
23 березня 2018 року в товариському матчі проти збірної Норвегії Наббут дебютував за збірну Австралії. 1 червня 2018 року в поєдинку проти збірної Чехії він забив свій перший гол за національну команду. Того ж місяця у складі збірної поїхав на чемпіонат світу 2018 року у Росії.
| Дата       | Місто         | Господарі | Результат | Гості     | Турнір           | Голи | Примітки |
| ---------- | ------------- | --------- | --------- | --------- | ---------------- | ---- | -------- |
| 23-03-2018 | Осло          | Норвегія  | 4 – 1     | Австралія | товариський матч | -    | 67'      |
| 27-03-2018 | Лондон        | Колумбія  | 0 – 0     | Австралія | товариський матч | -    | 73'      |
| 01-06-2018 | Санкт-Пельтен | Австралія | 4 – 0     | Чехія     | товариський матч | 1    | 54' 61'  |
| Усього     |               | Матчів    | 3         |           | Голів            | 1    |          |

## Титули і досягнення
- Володар Кубка Австралії (1):

«Урава Ред Даймондс»: 2015
- Чемпіон Австралії (2):

«Мельбурн Вікторі»: 2014/15
«Мельбурн Сіті»: 2020/21
- Володар Кубка Імператора (1):

«Урава Ред Даймондс»: 2018